# قضية هوية
قضية هوية (A Case of Identity) هي واحدة من 56 قصة قصيرة لشرلوك هولمز من تأليف ارثر كونان دويل، والقصة الثالثة في سلسلة مغامرات شرلوك هولمز، نشرت لأول مرة بشكل منفرد في مجلة ستراند في سبتمبر 1891 ليعاد نشرها فيما بعد مع مجمعة مع باقي قصص سلسلة مغامرات شرلوك هولمز.

## ملخص القصة
تطلب ماري سوثرلاند من شرلوك هولمز ايجاد خطيبها هوسمر انجل الذي اختفى بشكل غريب قبل وقت قصير من موعد زفافهما.يعتبر شرلوك هولمز القضية بسيطة جدا، حيث ان ماري سوثرلاند لا تلتقي بخطيبها إلا في غياب زوج والدتها جايمس وينديبنك، بائع النبيذ، حيث لم تجتمع مع كليهما ابدا، فيكتشف هولمز ان هوسمر انجل ما هو إلا السيد ويندليبنك متنكرا وكان هدفه من القيام بهذه الخطة هو منع ماري من الزواج ومغادرة البيت مما يسبب له خسارة مالية كبيرة، وقد حرص في خطته على نقطة الاختفاء الفجائي للخطيب قبيل الزفاف وهذا حتى تصاب ماري بصدمة ولا تفكر بالارتباط برجل ثاني مجددا إلا بعد مرور وقت طويل.لكن هولمز يقرر عدم اخبار ماري بالحقيقة التي توصل اليها، لأنه يعرف انها لن تصدقه، في المقابل يقدم لها نصيحة بنسيان خطيبها انجل ومواصلة حياتها، لكنها ترفض ذلك وتقول انها ستبقى مخلصة لانجل لحين ظهوره، على الاقل لمدة عشر سنوات.

## الاقتباس
- تم اقتباس فيلم صامت من القصة عام 1921 من بطولة ايلي نوروود.[1]
- تم اقتباس إحدى حلقات المسلسل الكرتوني "شرلوك هولمز في القرن 22" من القصة عام 2001.[1]

## الترجمة العربية
- قضية هوية، دار الأجيال للنشر.[2]
- قضية هوية، مؤسسة هنداوي، ترجمة صلاح عبد العزيز مفتاح ومراجعة شيماء طه الريدي.[3]

## روابط خارجية
- كتاب مسموع للقصة (باللغة الإنجليزية).
- قراءة القصة مجانا (باللغة الإنجليزية).
- معلومات حول القصة في الموقع الرسمي للمكتبة الروحية بحلب (باللغة العربية).